# 孔果络氏
孔果络氏，又作孔古尔氏、崆果啰氏，为满族和锡伯族姓氏，早期仅正蓝旗图尔汉一户，图尔汉世居黑龙江，归附清廷年份不详，其子准泰任骁骑校、孙吴珠尔现任佐领。民国以后，以孔、广、巩为汉姓。迁台满族学者广禄、广定远为孔果络氏。